# Bief
Pour les articles homonymes, voir Bief (homonymie) et Bisse.

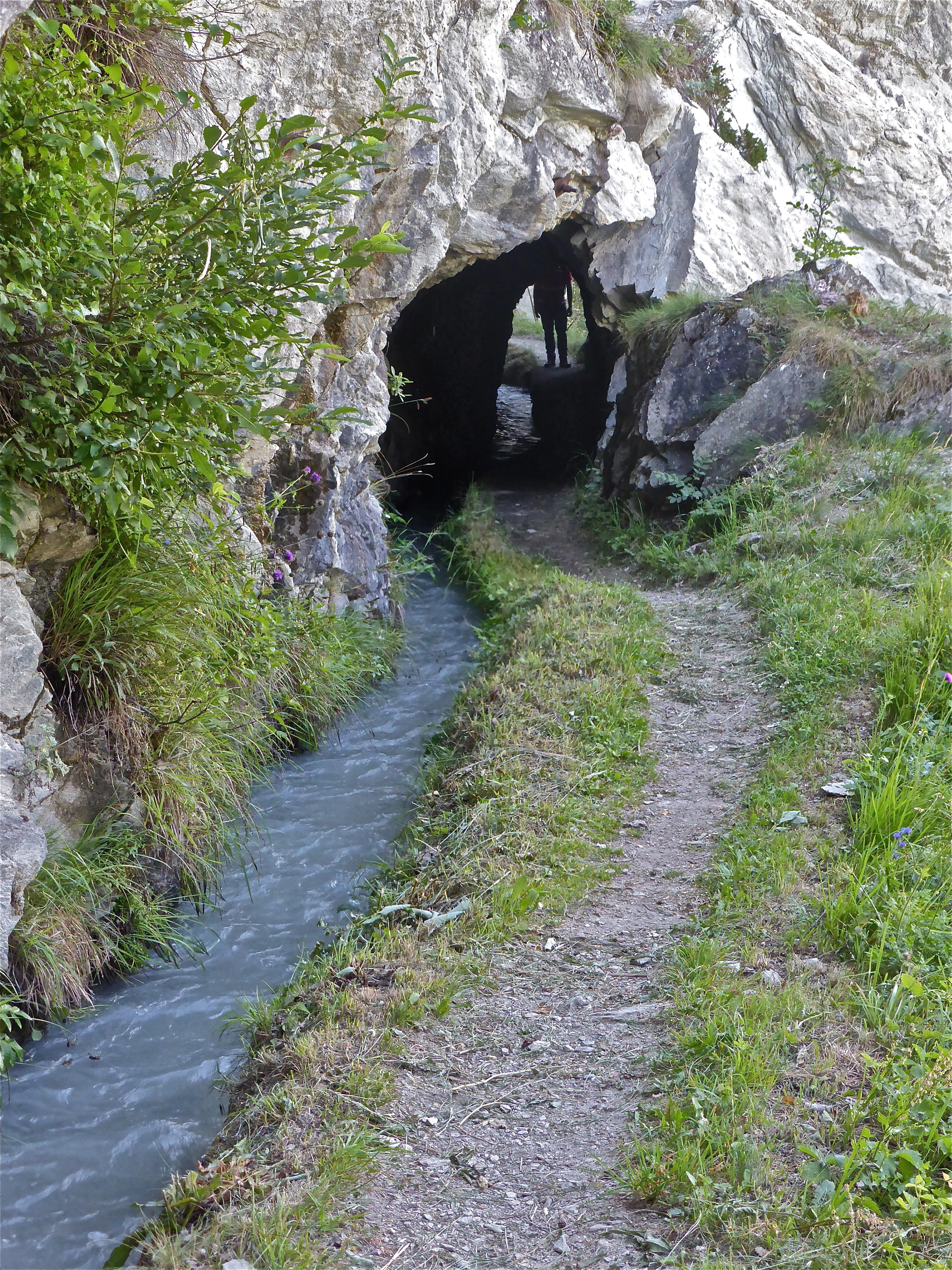
Le bisse de Gorperi en Suisse.

Un bief ou bisse, en ancien français biez, est un canal d'irrigation par abissage, ou d’alimentation de moulin à eau, creusé dans la terre et le roc ou fait de planches de bois soutenues par des poutres fixées à flanc de montagne et servant à conduire l'eau des torrents dans les vallées pour l'irrigation (prés, champs, vignobles, vergers, jardins, etc.), ou pour un usage moteur.
Les biefs se rencontrent pour la plupart en Valais, dans la Vallée d'Aoste, en Savoie ou encore dans le massif du Jura et le massif du Pilat.

## Étymologie
Le mot est attesté pour la première fois sous la forme bied vers 1135 au sens de « lit d'un cours d'eau », ensuite sous une forme bié en 1248 « canal qui amène l'eau à la roue d'un moulin ». La forme bief avec F [f] n'est pas relevée avant le XVIIe siècle, mais ne s'impose réellement qu'au XXe siècle. Une variante du même étymon : biez (attestée dès 1155 chez Wace), est mentionnée en 1834 au sens d'« intervalle entre deux écluses » dans un canal à écluses. Selon le FEW repris par P.-Y. Lambert et P. Gastal, le mot remonte au gaulois *bedu-, "fossé, canal" que l'on retrouve dans les autres langues celtiques comme le gallois bedd « fosse, tombe », le breton bez idem, cf. bez-red, cimetière ; de l'indo-européen *bhedh. Cf. latin fodiō « je creuse » (cf. français fosse, fossé). L'occitan besal et sa variante beal ont la même étymologie,.

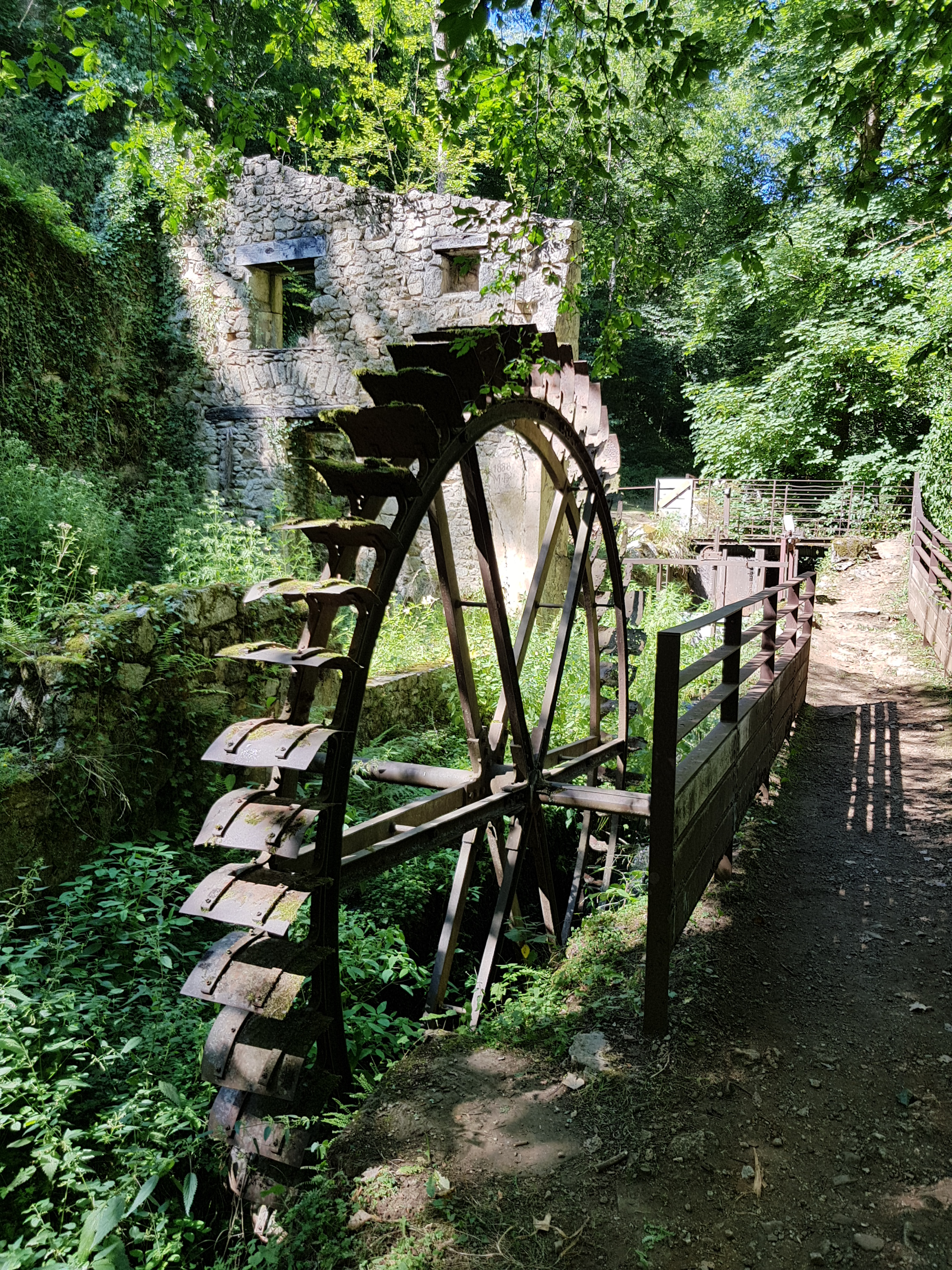
Une roue à aubes et son bief dans la Vallée des Rouets à Thiers.

## Histoire des biefs ou bisses d'irrigation ou des moulins
Les biefs étaient des petits canaux chargés d'amener l'eau aux roues à aubes ou aux turbines de moulins, de scieries ou d'usines de tissage, évoquant parfois les canaux construits par les castors pour tirer les branches et troncs qu'ils coupent jusqu'à leur étang ou cours d'eau. Les biefs permettaient également d'irriguer des prés et prairies. On en trouve beaucoup dans le massif du Pilat où les nombreux cours d'eau se prêtent volontiers à l'utilisation de la force de l'eau. Depuis 1985, des volontaires, puis en 1999, l'association des biefs du Pilat démontrent leur intérêt général pour recharger les réserves d'eau souterraine et réguler les débits de cours d'eau.
Le bisse est un canal à pente faible utilisant la gravité pour acheminer l'eau en un lieu précis. Encore aujourd'hui, notamment en Valais, en Haute Maurienne ou en Vallée d'Aoste de nombreux bisses construits entre le XIVe siècle et le XIXe siècle sont toujours en activité ou ont été récemment remis en état. Ils ont deux fonctions, l'une est de canaliser l'eau s'écoulant des montagnes vers les cultures et les vignes, l'autre touristique. Pour ce deuxième aspect, les propriétaires de bisses doivent entretenir ces constructions faites en bois, en pierre ou en métal, qui font partie intégrante du paysage valaisan, d'où le métier de gardien de bisse.
En Savoie, les biefs sont moins valorisés, et seules quelques hautes vallées alpines, qui comme en Valais connaissent un climat sec, ont encore recours à ces canaux d'irrigations qui mettent à profit l'eau des glaciers.
En Ardenne où l'on pratiquait l'abissage dans un but de fertilisation et de réchauffement du sol, les bisses ont été abandonnés, mais le relief créé par les canaux s'observe encore sur le terrain.

## Une organisation institutionnelle vieille de sept siècles

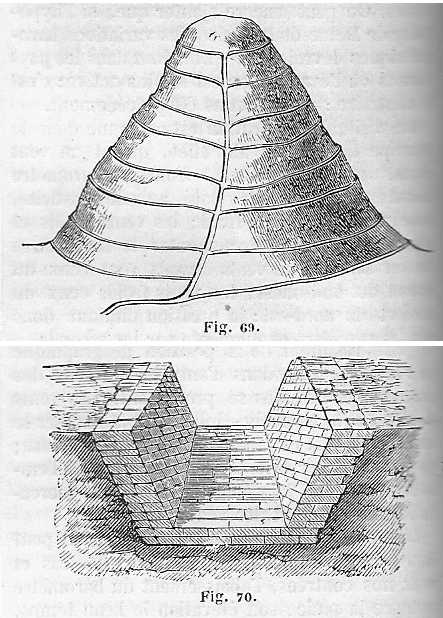
Les biefs de montagne, s'éclusant dans un canal de descente étaient aussi nommés barradines.

L'infrastructure technique se double d'une organisation institutionnelle considérée par de nombreux chercheurs comme un modèle de durabilité. La gestion des canaux exige un effort d'organisation des communautés villageoises suisses, où les archers représentent, avant la Réforme protestante, un pouvoir de police concurrent de celui des abbés et seigneurs.
Au moins dès le XIIIe siècle, certaines communautés creusent des canaux à faible pente qui permettent le transport de l'eau des cours d'eau en direction des secteurs cultivés. En Valais central, ces canaux sont appelés « bisses ». En Haut-Valais, germanophone, on parle généralement de « Suonen », alors que dans certaines parties du Bas-Valais, francophone, on utilise plutôt le terme de « raye ». En Vallée d'Aoste, historiquement francophone, le terme employé est "ru". Leur construction était destinée à assurer l'irrigation des prairies pour l'obtention du fourrage nécessaire à l'élevage des bovins. Certains de ces ouvrages sont spectaculaires et enjambent des parois vertigineuses.
Pour le XVe siècle en particulier, de nombreux documents concernant l'irrigation sommeillent dans les archives des communes valaisannes. Parmi ces documents, on trouve de nombreux statuts et règlements d'associations responsables des bisses et de leur gestion. Les bisses constituent aujourd'hui un atout touristique très utilisé par les communautés montagnardes suisses.

## Quelques bisses en Valais (Suisse)
- Bisse d'Ayent
  - Parcours de 15 km, allant du Barrage de Tseuzier à Sion
  - Construit en 1442
- Bisse du Levron
- Bisse du Ro (ou Luyston)
- Bisse de Saxon
  - Parcours de 32 km, allant de Siviez / Haute-Nendaz à Saxon
  - Construit entre 1863 et 1876 ; en fonction jusqu'en 1964 et remis en état en 1999
- Bisse du Sillonin
  - Parcours de 8 km, allant de la rivière de la Lienne au village de Chelin
  - Construit en 1368
- Bisse du Trient
  - Parcours de 8 km, allant du glacier du Trient au col de la Forclaz
  - Construit en 1895, remis en état en 1986
- Bisse du Torrent neuf
  - Parcours actuel est de 4 km, Savièse[9]
  - Construit entre 1430 et 1448
  - Parcours de 12 km, allant des Gorges de la Lienne à Crans-Montana
  - Construit au XIVe siècle
- Bisse du Tsittoret[10]
  - Parcours de 8 km, allant de Vermala à la Tièche
  - Construit vers 1400
- Grand bisse de Vex
  - Parcours de 12 km, allant de Planchouet aux Mayens de Sion
  - Construit en 1435
- Grand bisse de Lens
  - Parcours de 13,8 km, allant de la Lienne aux régions d'Icogne, de Lens, de Montana et de Chermignon, remis en état en 2011.
  - Construit en 1448
- Bisse de Gorperi
  - Parcours de 5 km, allant de la prise d'eau de la Baltschieder Bach à 1216 m, vers la région d'Eggen sur la commune de Eggerberg
  - Construit en 1640 et rénové en 1991.

## Synonymes
Bisse, by, bey, trasoir, ru, béal et béalière, canal d'irrigation.

## Autres significations
- Section d'un canal entre deux écluses ;

- Section d'un ruisseau ou torrent comprise entre deux chutes ou deux rapides successifs ; par extension, certains ruisseaux comportant ou ayant comporté des barrages (pour installation de moulins), sont dénommés biefs.
- Canal dérivant l'eau d'une rivière ou d'un ruisseau vers une roue hydraulique[11].

## Galerie

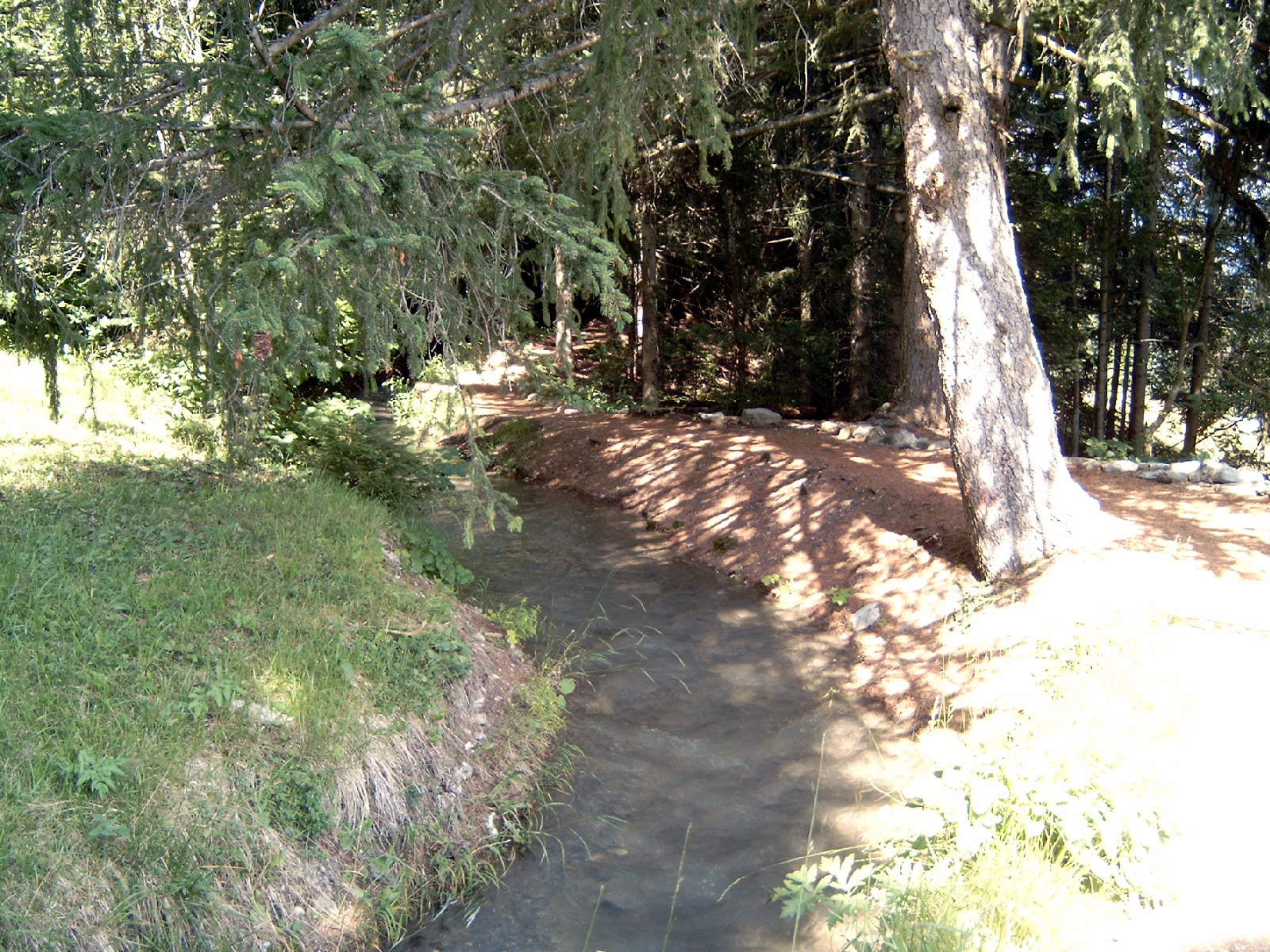
Le bisse d'Ayent, en Valais.
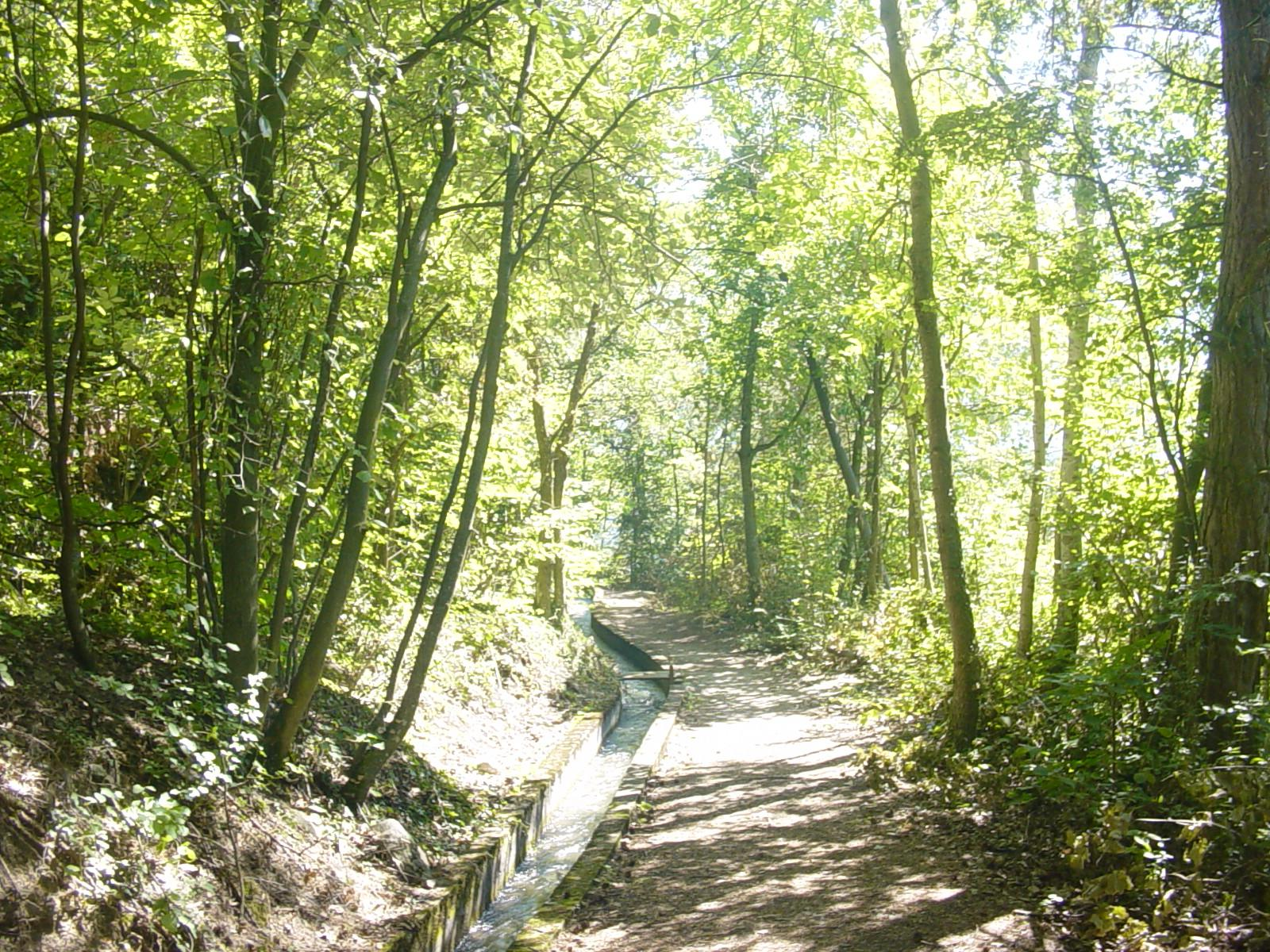
Le bisse du Sillonin, en Valais.
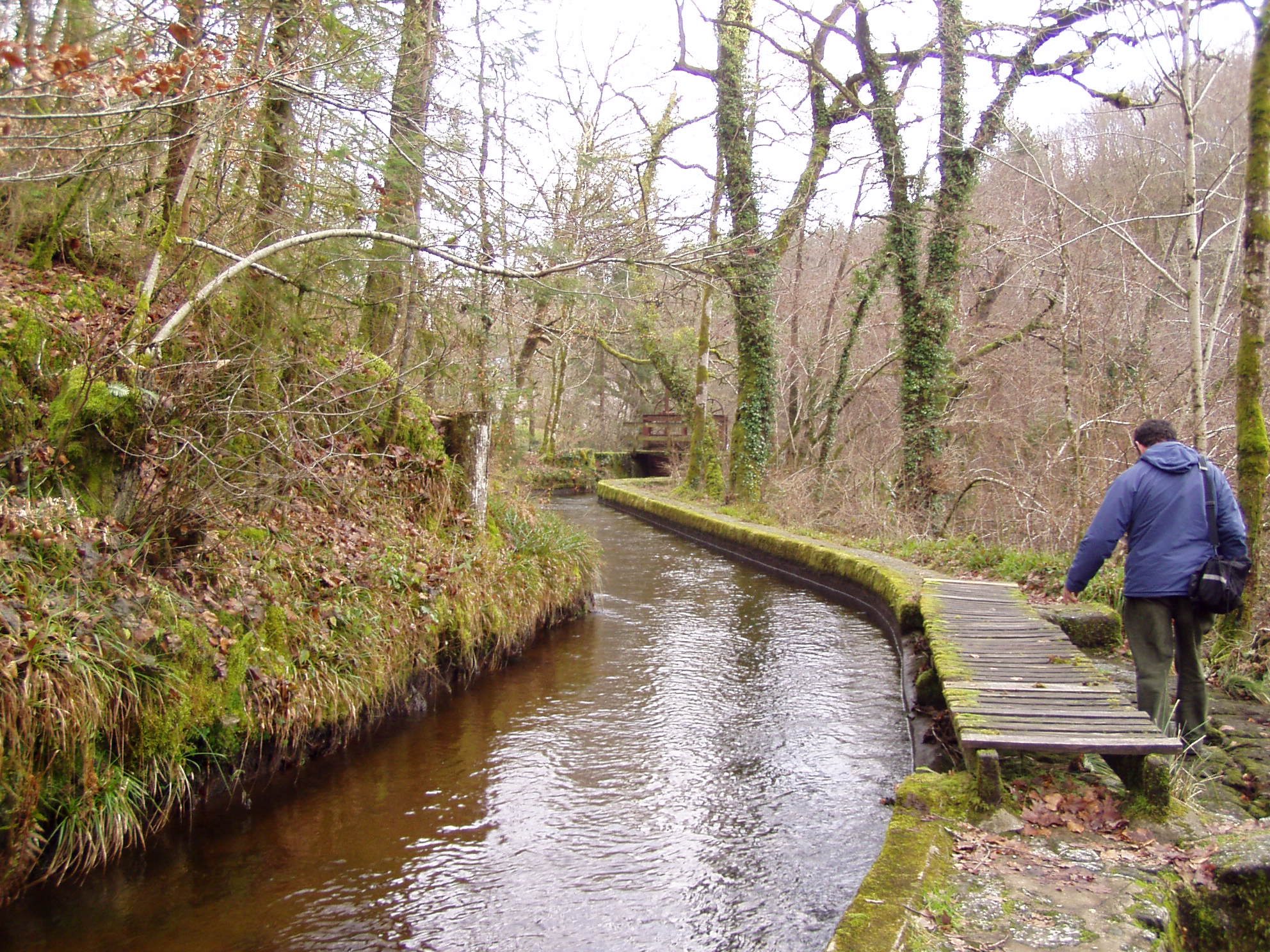
Le bief de l'usine de la cascade des Jarrauds en Creuse (France).
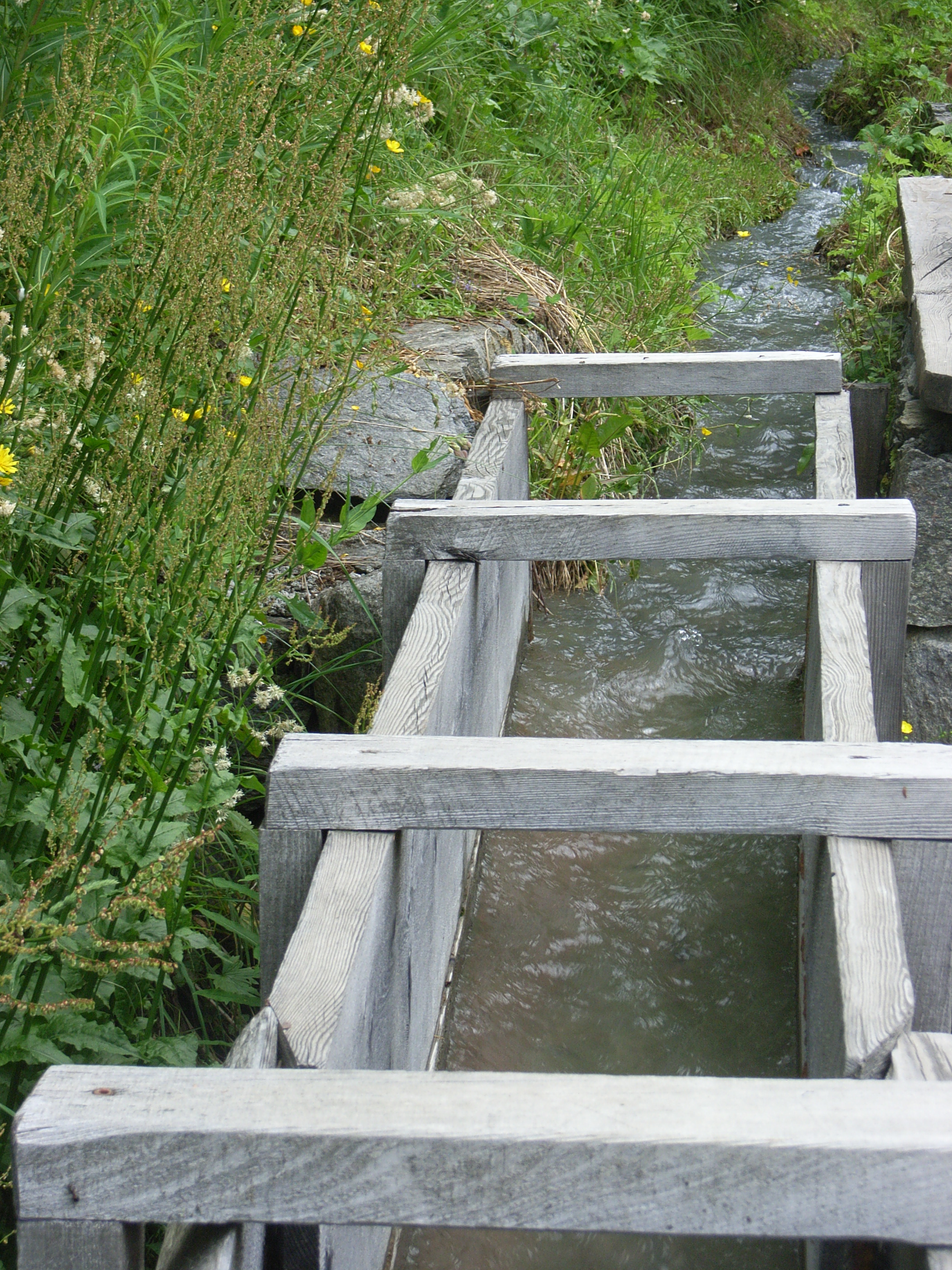
Bisse du Trient, en Valais.
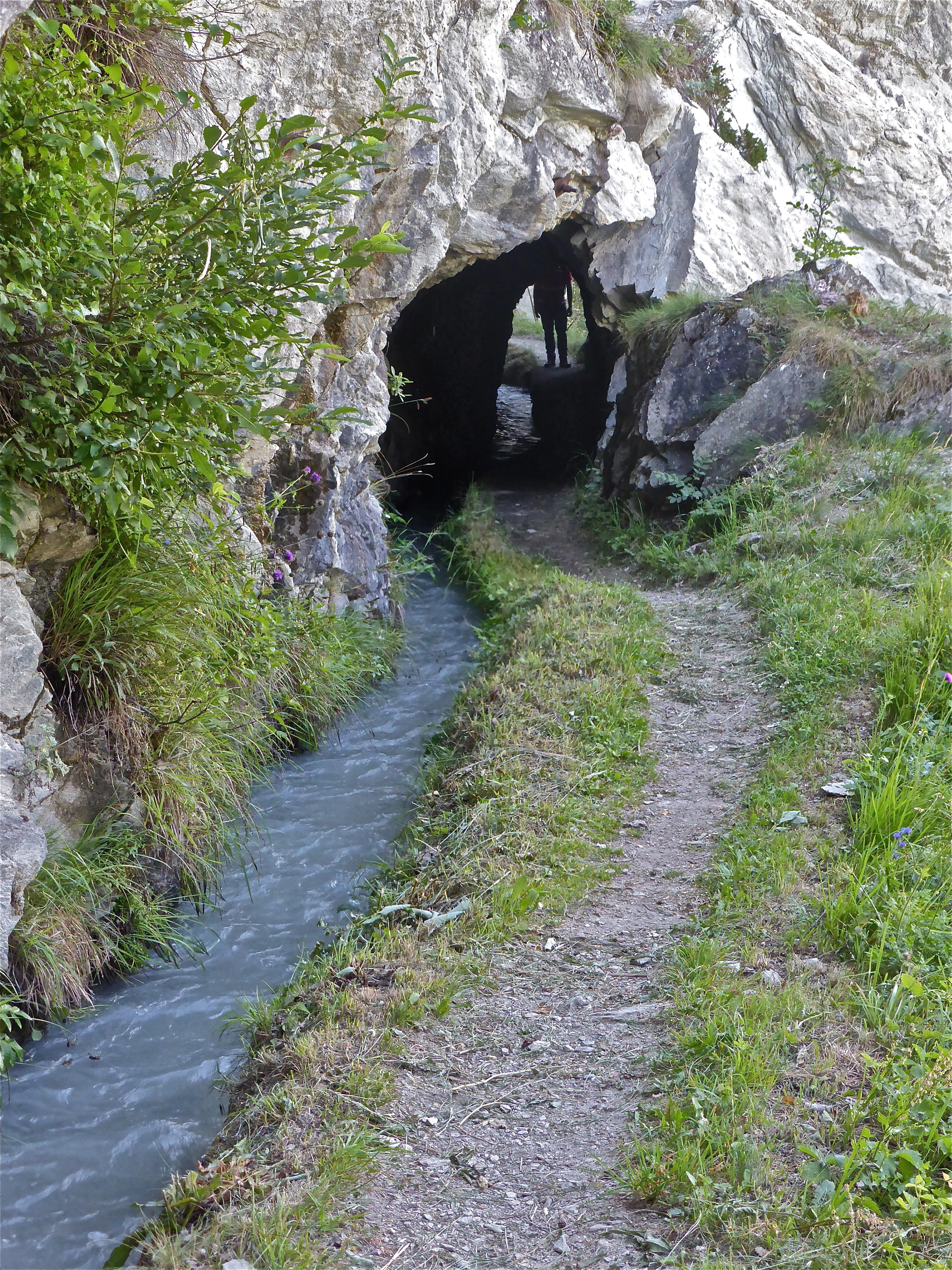
Bisse de Gorperi, en Valais.